# Poblado C-41
Poblado C-41 es una localidad del municipio de Huimanguillo ubicado en la subregión de la Chontalpa del estado mexicano de Tabasco.

## Geografía
La localidad de Poblado C-41 se sitúa en las coordenadas geográficas 17°55′49″N 93°26′50″O / 17.930278, -93.447222, a una elevación de 20 metros sobre el nivel del mar.

## Demografía
Según el Conteo de Población y Vivienda 2020, efectuado por el Instituto Nacional de Estadística y Geografía, la localidad de Poblado C-41 tiene 198 habitantes, de los cuales 99 son del sexo masculino y 99 del sexo femenino. Su tasa de fecundidad es de 2.9 hijos por mujer y tiene 51 viviendas particulares habitadas.
| Gráfica de evolución demográfica de Poblado C-41 entre 1995 y 2020 |
|                                                                    |
| INEGI.                                                             |